# 곰포돈토수쿠스
곰포돈토수쿠스(Gomphodontosuchus)는 트라이아스기 후기 브라질에 살았던 키노돈트이다. 곰포돈토수쿠스 브라실리엔시스(Gomphodontosuchus brasiliensis)라는 한 종이 있으며 1927년에 발견되어 1928년에 프리드리히 폰 후에네에 의해 학명이 명명되었다.